# Jean Batmale
Jean Batmale (Pau, 1895. szeptember 18. – Rennes, 1973. június 3.) francia labdarúgó-középpályás, edző.
A francia válogatott tagjaként részt vett az 1920. évi és az 1924. évi nyári olimpiai játékokon.